# 香港電影導演會年度大獎新晉導演獎
香港電影導演會年度大獎新晉導演獎每年由香港電影導演會頒發，表揚年度最出色的香港電影新晉導演，與香港電影金像獎不同的是，此獎項不設提名制，只於晚宴當日直接公佈得獎者。
新晉導演獎獎於2008年創立，最初名為「年度新晉導演」。至2013年正式更名為新晉導演獎。
至今一共有17位導演獲得此獎項，最近一位得主是梁禮彥導演。

## 歷屆得獎者
注意:
- "†" 代表香港電影金像獎得獎者。
- "‡" 代表香港電影金像獎提名者。
- "§" 代表香港電影導演會年度大獎得獎者，但沒有在香港電影金像獎上獲得提名。

### 2000s
| 年度 | 導演     | 提名電影     |
| ---- | -------- | ------------ |
| 2008 | 郭子健 † | 《青苔》     |
| 2009 | 張經緯 † | 《音樂人生》 |

### 2010s
| 年度 | 導演     | 提名電影       |
| ---- | -------- | -------------- |
| 2010 | 莊文強 † | 《飛砂風中轉》 |
| 2011 | 曾翠珊 † | 《大藍湖》     |
| 2012 | 周顯揚 † | 《大追捕》     |
| 2013 | 黃修平 † | 《狂舞派》     |
| 2014 | 楊紫燁 ‡ | 《爭氣》       |
| 2015 | 許誠毅 † | 《捉妖記》     |
| 2016 | 黃進 †   | 《一念無明》   |
| 2017 | 彭秀慧 † | 《29+1》       |
| 2018 | 陳小娟 † | 《淪落人》     |
| 2019 | 黃綺琳 † | 《金都》       |

### 2020s
| 年度 | 導演     | 提名電影       |
| ---- | -------- | -------------- |
| 2020 | 文念中 ‡ | 《好好拍電影》 |
| 2021 | 陳健朗 † | 《手捲煙》     |
| 2022 | 何爵天 † | 《正義迴廊》   |
| 2023 | 卓亦謙 † | 《年少日記》   |
| 2024 | 梁禮彥 ‡ | 《久別重逢》   |